# Mondo persistente
Un mondo persistente o mondo in stato persistente (persistent state world PSW in inglese) è un mondo virtuale utilizzato come ambiente in un gioco di ruolo su computer, in cui il mondo (idealmente) continua ad esistere e ad evolvere continuamente anche dopo che uno o tutti gli utenti siano usciti dal gioco stesso. Sia il mondo che le modifiche apportate dagli utenti rimangono intatti. Mentre altri utenti continuano a giocare il mondo cambia. Quando si riconnette, ogni utente lo troverà modificato. Si tratta di una sorta di mondo parallelo, che si evolve indipendentemente dal giocatore, che può comunque influenzarne il cambiamento. L'influenza che un personaggio può avere sul mondo virtuale varia a seconda del tipo di gioco.
Il termine è spesso usato nelle definizioni di mondo virtuale, massively multiplayer online role-playing games (MMORPG) e, congiuntamente con i giochi pervasivi, ha guadagnato popolarità con l'aumento dei MMORPG . Il concetto di mondo persistente non deve essere confuso con concetti di persistenza simili come network in connettività persistente o la persistenza (informatica) dei dati.
La creazione di un avatar è fondamentale per ottenere l'accesso ad un mondo persistente.

## Esempi
Il termine mondo persistente è frequentemente utilizzato dai giocatori di Neverwinter Nights (2002) e Neverwinter Nights 2 (2006) per riferirsi a MMORPG simili in ambienti online creati utilizzando i toolkit di giochi come Arkaz, Avlis, Dasaria, The Known Lands and Realms of Trinity.
Un esempio più recente è quello che verrà utilizzato dai giocatori di Star Citizen.